# Cladopelma sibaabeus
Cladopelma sibaabeus är en tvåvingeart som först beskrevs av Sasa, Sumita och Suzuki 1999.  Cladopelma sibaabeus ingår i släktet Cladopelma och familjen fjädermyggor. Inga underarter finns listade i Catalogue of Life.